# تشه (رومانی)
شهر تشه (به رومانیایی: Tăşnad) در شهرستان ستو مره در کشور رومانی واقع شده‌است. جمعیت این شهر ۱۰٬۱۸۸ نفر  است.